# Мер'єлензее
Мер'єлензее (нім. Märjelensee; фр. Lac de Märjelen) — озеро в кантоні Вале, Швейцарія на висоті 2348 м.н.м на східній стороні Алецького льодовика в западині між горами Еггісгорн (2927 м.н.м.) та Штральгорн (3026 м.н.м)

## Історія озера
Водойма утворилась в XIX сторіччі природним чином як льодовикове озеро, коли високий рівень Алецького льодовика перекрив стік води, що утворювалася від його танення.
Час від часу тала вода врешті-решт знаходила шлях через тріщини в льодовику, що спричиняло прориви озера та все гірші потопи нижче в долині річки Масса (права притока Рони). Звіти про льодовик відмічають прориви води в такі дати: серпень 1813, липень 1820, липень 1822, липень 1828, осінь 1840, серпень 1848, 1858, 1859, липень 1864, 1871, 1872, 1873, 1874, 1875, 1876, 19 липня 1878, 9–10 червня 1882, січень 1883, серпень 1884, 4 вересня 1887, 24 червня 1889, 25 липня 1890, 1892, 1894, 24 вересня 1895.
Окрім цього, через Мер'єлензее потопи відбувались також в долині Фішерталь, яка дренується іншою правою притокою Рони Вайссвассер.
Для уникнення подальших втрат від проривів льодовикового озера, влітку 1895 року через гору Телліграт (2 615 м, дочірній пік Еггісхорну) проклали скидний тунель довжиною 1 км до струмка Brucherbach (права притока Вайсвассер), який мав обмежувати максимальний рівень озера. Проте через відступ льодовика у XX сторіччі цей тунель використовувався лише один раз. 
Починаючи з 1901 року, за рідким випадком, набагато менше за розміром ніж раніше озеро Мер'єлензее стікає щорічно, а його рівень знаходиться значно нижче скидного тунелю. Оскільки на Массі при спорудженні ГЕС Біч також створили водосховище Штаузее-Гібідум, висока вода з неї вже не може затоплювати долину Рони. А через колишній скидний тунель, який сьогодні має назву Телліграттунель, прокладено туристичний маршрут.

## Галерея

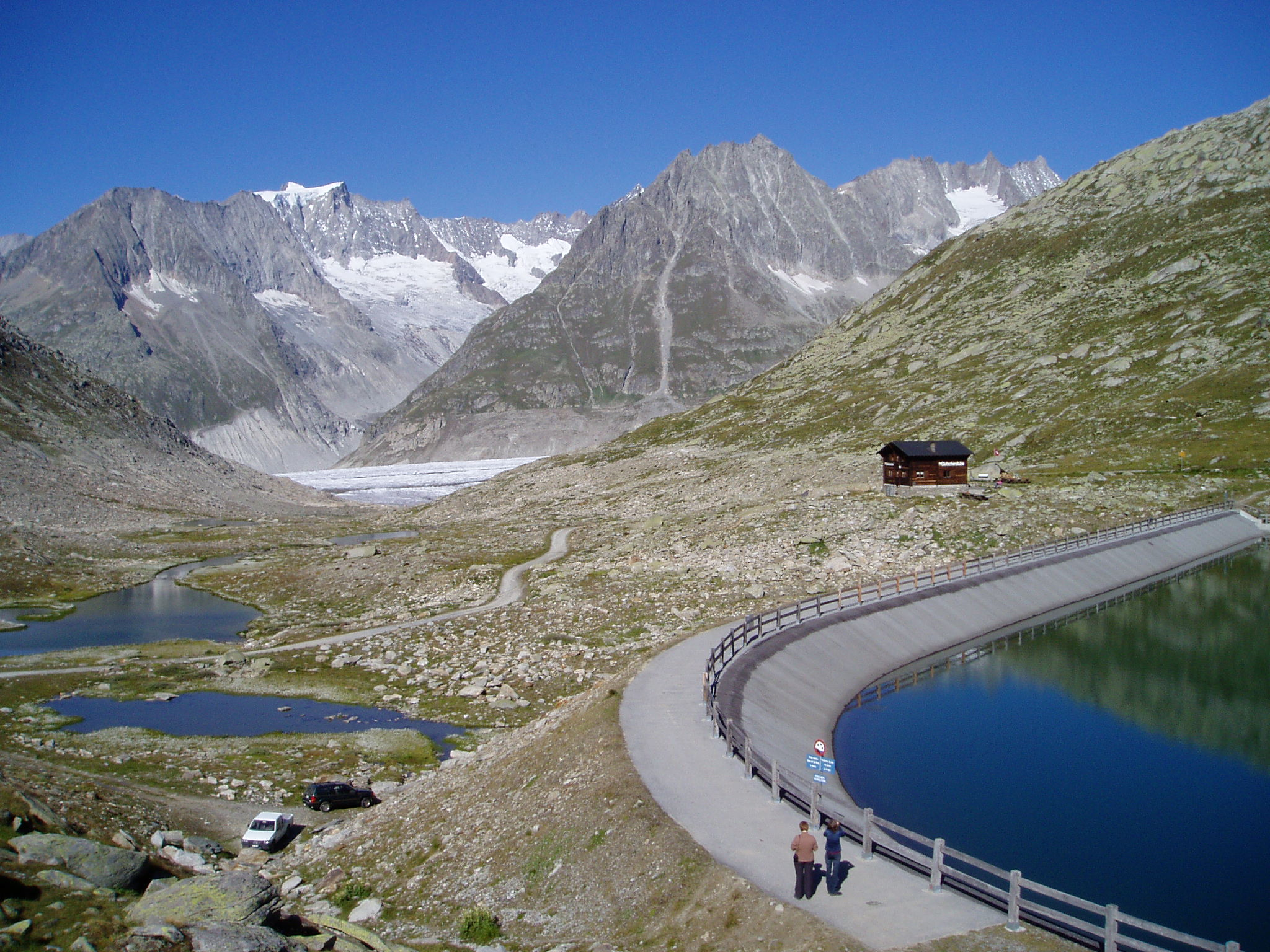
Мер'єлензее, на задньому плані гірський притулок (гастхаус) Gletscherstube
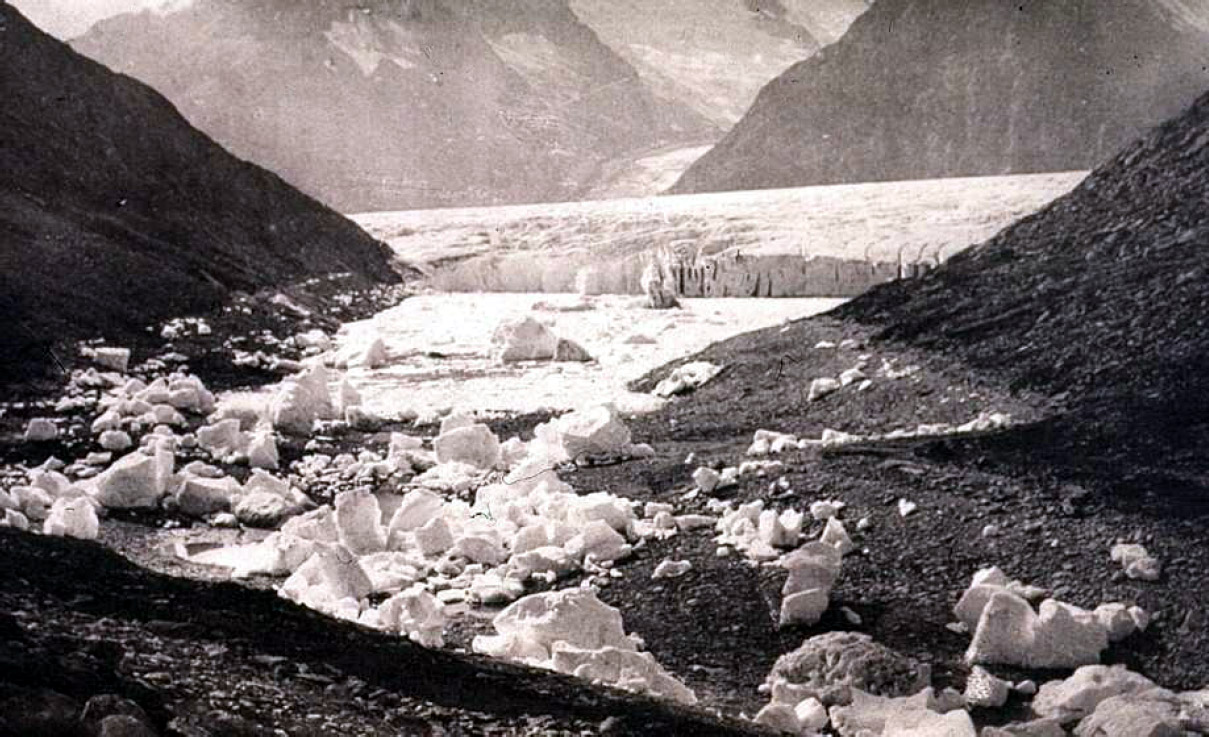
Мер'єлензее у вересні 1887
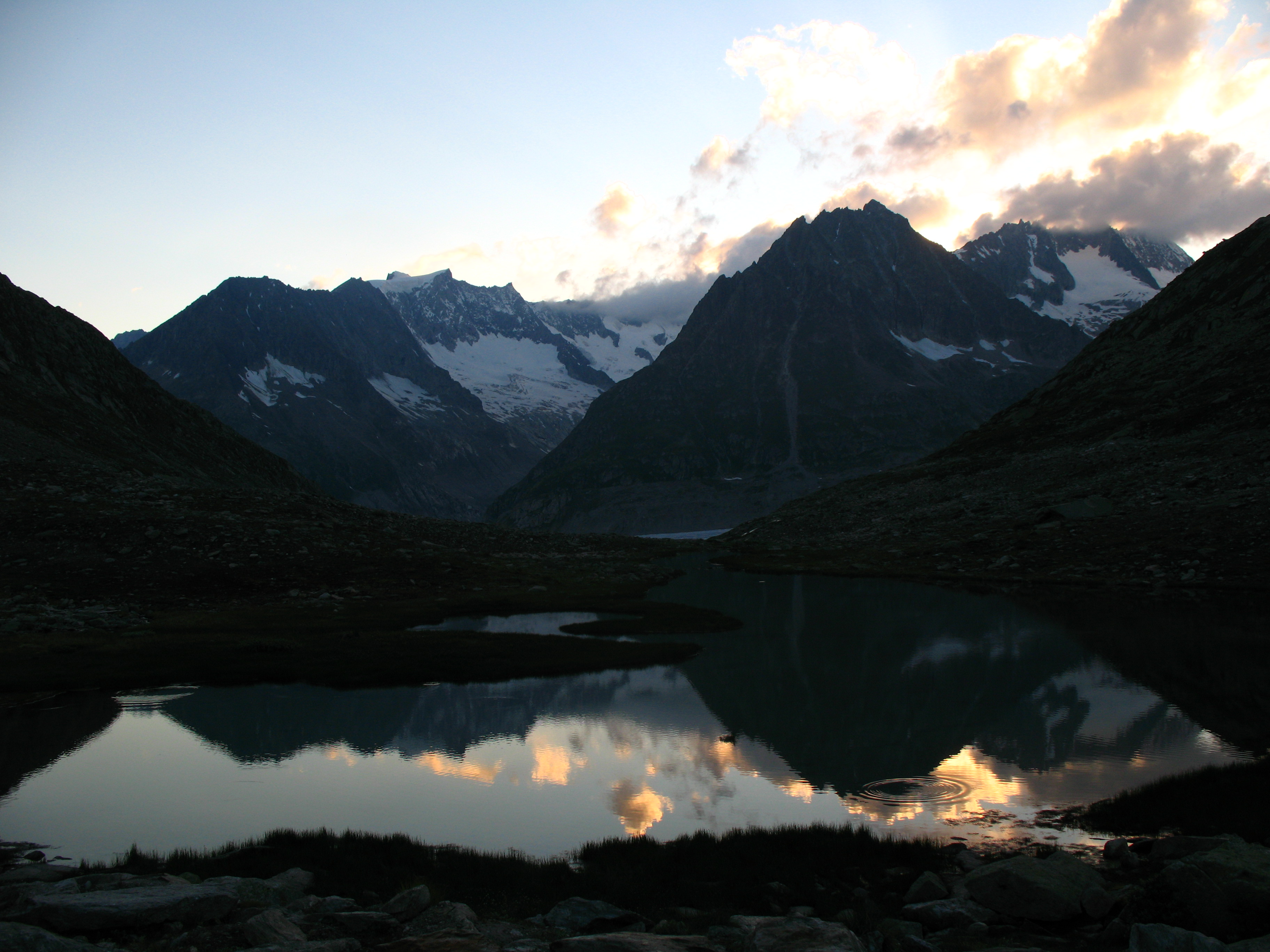
Мер'єлензее в липні 2007
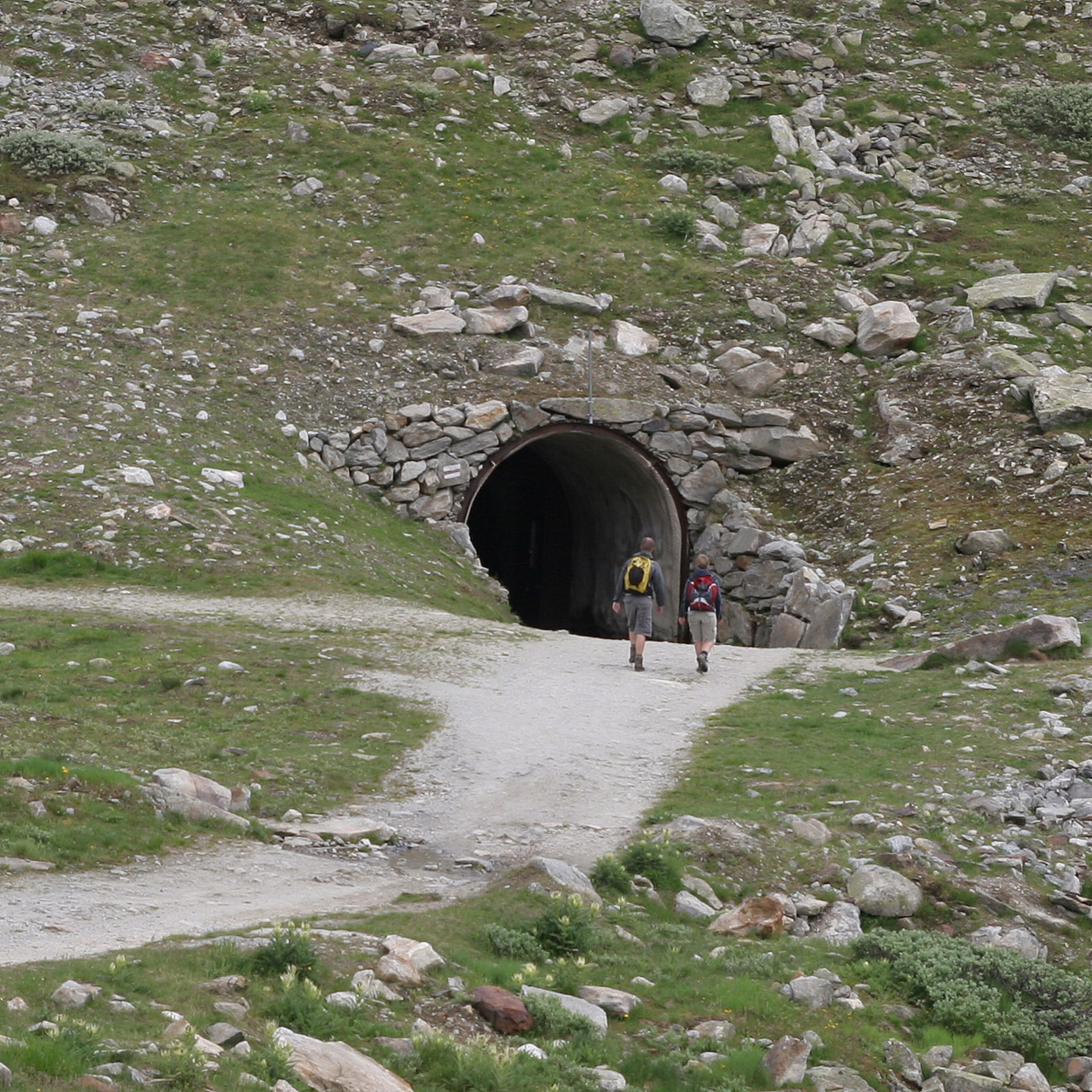
Вхід в Телліграттунель з боку озера
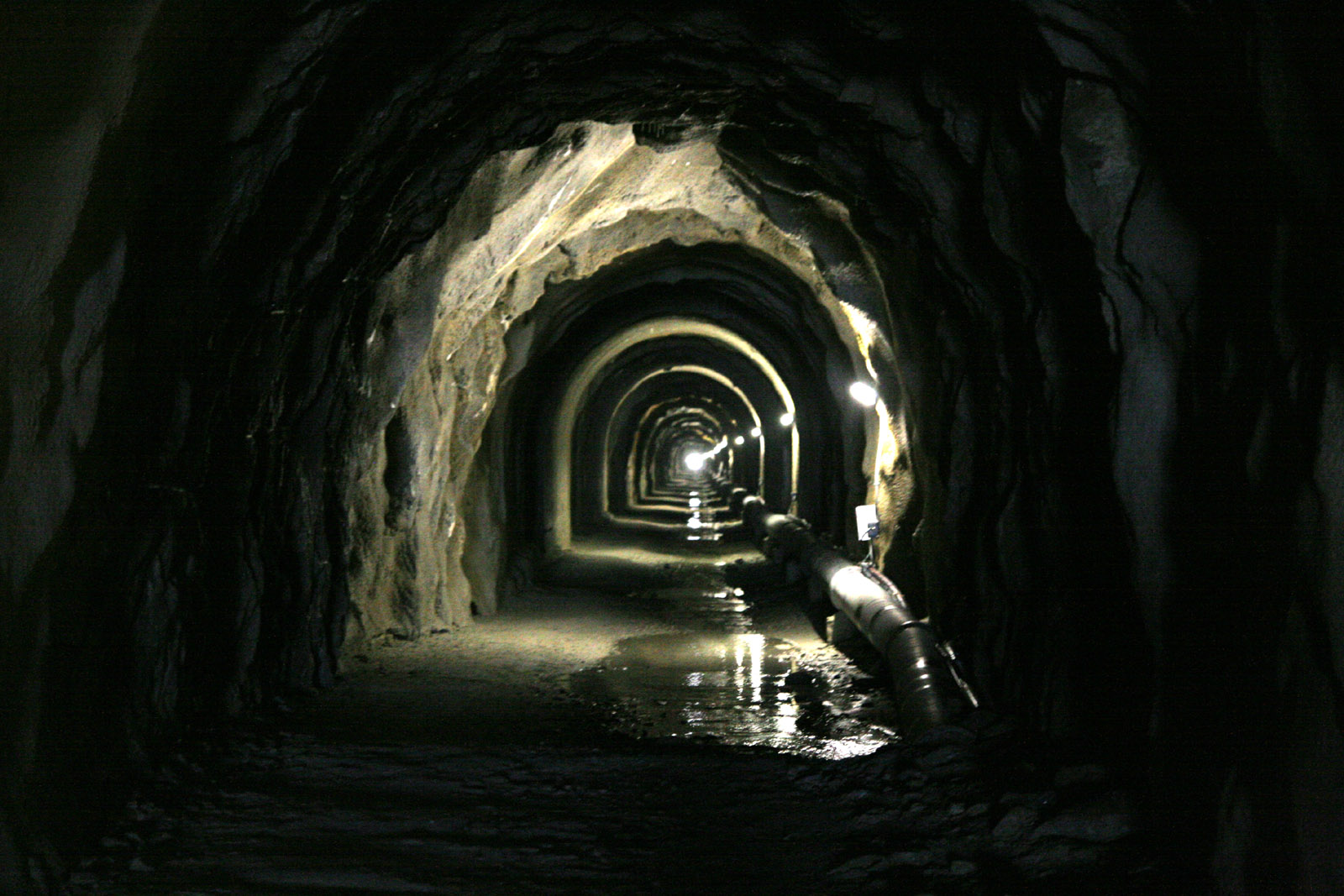
В тунелі
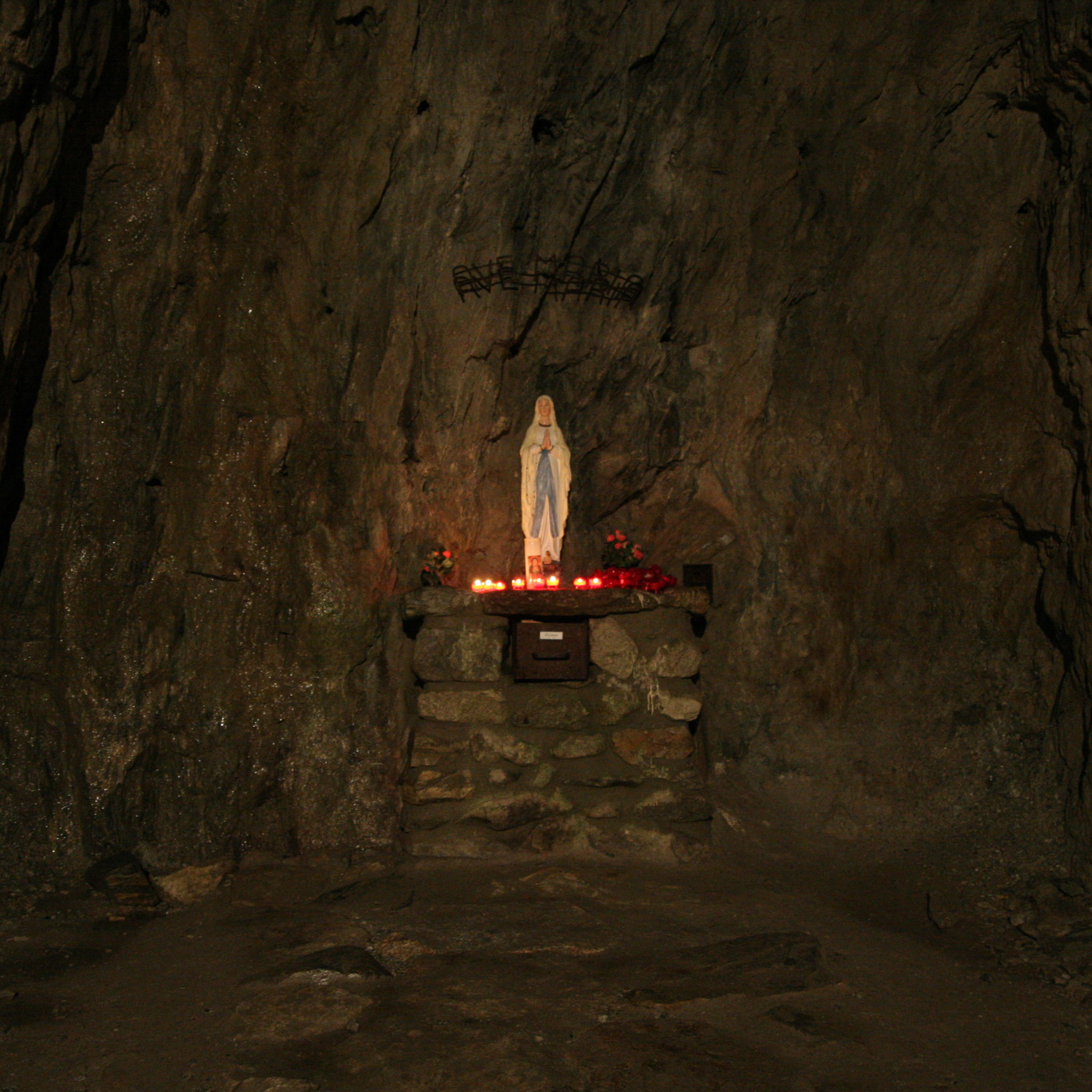
Вівтар Діви Марії у тунелі